# Bomberman Online
Bomberman Online es un videojuego multijugador desarrollado para la consola Dreamcast. El juego es parte de la franquicia Bomberman e incluye varios modos de juego multijugador. Los servidores en línea del juego fueron cerrados en 2003, restringiendo a los jugadores a modos multijugador locales.

## Jugabilidad
La jugabilidad de Bomberman Online consiste en combatir en un laberinto, utilizando explosivos fijos temporizados para atacar a los oponentes, y destruir el mapa. Bomberman Online tiene múltiples modos de juego.

### Modos de juego multijugador
Es el modo batalla del Bomberman original, en el cual gana el último jugador en pie. Este modo se juega cuando se lucha contra los Dragones Eléctricos. El jefe de este estadio es Bomber Trueno.

#### Regla: Hyper Bomber
Una nueva incorporación a la serie Bomberman, en la cual el objetivo es recolectar 3 paneles potenciadores específicos y navegar al centro del mapa. Una gran explosión los eliminará a todos salvo al jugador que haya llegado al centro. Una calavera rodeará al jugador por cada panel que haya recolectado. Todos los paneles se perderán al morir. Este modo se juega cuando se lucha contra el Fénix Rojo. Los jefes de este estadio son los Hermanos Bomber.

#### Regla: Submarino
Este modo es similar a Batalla Naval, pero en tiempo real. El jugador coloca una bomba con un temporizador, la cual se moverá al punto equivalente del otro lado, una vez que el temporizador se acabe. Este modo se juega cuando se lucha contra la Princesa Marineros. El jefe de este estadio es Bomber Sirena.

#### Regla: Cuadrado Pintado
El objetivo de este modo es pintar tantos cuadrados como sea posible. Los cuadrados solo pueden ser pintados por explosiones causadas por un jugador, y se pintarán con su color. Todos los cuadrados se volverán marrones si el jugador muere. Este modo se juega cuando se lucha contra las Excavadoras de Hierro. El jefe de este estadio es Bomber Gun Rock.

#### Regla: Pelea de ring
El objetivo consiste en ganar puntos eliminando oponentes, mientras se evita ser eliminado. Si el jugador muere, reaparecerá de vuelta en el campo de juego. Este modo se juega cuando se lucha contra los Gigantes de la Tormenta. El jefe de este estadio es Aladdin Bomber.

## Sinopsis
Bomberman entra en las Bomblimpíadas para retener su título de héroe del Planeta Bomber. Las Bomblimpíadas enfrentan a sus combatientes en una serie de pruebas entre seis concursantes - siendo Bomberman uno de ellos. Los concursantes deben entrar a las bases enemigas para empezar sus pruebas. Cada concursante debe pasar por las pruebas y llegar a la sala del trono, donde deberá enfrentarse al otro a través de un duelo. Los otros concursantes son los Dragones Eléctricos, el Fénix Rojo, la Princesa Marineros, las Excavadoras de Hierro y los Gigantes de la Tormenta. Siendo el actual héroe del Planeta Bomber, Bomberman obtiene la chance de ir primero, y logra atravesar las otras cinco bases enemigas. Al final, Bomberman gana las Bomblimpíadas y retiene su título de héroe del Planeta Bomber.

## Recepción
Bomberman Online recibió reseñas «favorables» de acuerdo al sitio agregador de reseñas Metacritic.